# Greedy Soul
«Greedy Soul» es una canción del cantante británico Liam Gallagher. Es el cuarto sencillo del álbum debut de Gallagher, As You Were, lanzado el 27 de setiembre de 2017. La canción fue compuesta en su totalidad por Gallagher y fue producida por Dan Grech-Marguerat.

## La canción
La canción tiene un tono muy roquero, lo que hace tener reminiscencias de Oasis, sobre todo de la época Definitely Maybe.
En cuanto a la letra, Gallagher parece apuntar a alguien que lo critica, incluso advirtiéndole las consecuencias de esas falsas críticas "es un largo camino hacia abajo, cuando vas por el camino equivocado". Algunos fanes apuntaron que la letra era para su hermano Noel por la versión que el mismo dio acerca de la separación de Oasis y por las críticas constantes hacia el grupo que formó Liam posterior a Oasis, Beady Eye.

## Video musical
Para promocionar la salida del sencillo, Gallagher publicó una versión de la canción en los Air Studios de Londres. Esta versión fue luego publicada en las ediciones deluxe de As You Were en Japón.
Esta versión difiere de la original ya que el riff principal es tocado por una guitarra eléctrica, en contraposición a la acústica de la versión original.
- Datos: Q55518526